# Quenúbis
Quenúbis (em grego clássico: Χνοῦβις; romaniz.: Chnoûbis), Quenúmis (em grego clássico: Χνοῦμις; romaniz.: Chnoûmis), Quenúfis (em grego clássico: Χνοῦφηις; romaniz.: Chnoûphēis) ou Quenum (em egípcio: 𓎸𓅱𓀭; romaniz.: Khnum, Khnemu) foi uma das primeiras divindades egípcias conhecidas, originalmente o deus da nascente do Nilo.

## Culto
A adoração de Quenúbis centrava-se em dois centros ribeirinhos, Elefantina e Esna, que eram considerados locais sagrados. Em Elefantina, era adorado com Sátis e Anúquis e em Esna com Menite, Neite e Hecá. Era considerado guardião da nascente do rio Nilo e sua importância suscitou a criação de nomes teofóricos que o homenageavam, como Quenum-Cufu, "Quenúbis é meu Protetor", o nome completo do faraó Quéops. Mendes era o deus equivalente no Baixo Egito e Quenúbis foi relacionado às divindades Mim e Amom.
Descobertas da época do faraó Ramessés II do Reino Novo mostram que Quenúbis ainda era adorado em Elefantina naquele tempo. Em frente a Elefantina, na margem leste de Assuã, Quenúbis, Sátis e Anúquis são mostrados na parede de uma capela que data do Reino Ptolomaico. Em Esna, um templo foi dedicado a Quenúbis, Neite e Hecá. Este templo começou a ser construído no Reino Ptolemaico, mas a maioria das partes sobreviventes do templo foram construídas na época romana. Quenúbis às vezes é descrito como um deus com cabeça de crocodilo. Nebetu e Menite são os principais consortes de Quenúbis e Hecá é seu filho mais velho e sucessor. Tanto Quenúbis quanto Neite são referidos como divindades criadoras nos textos de Esna. É às vezes referido como o "pai dos pais" e Neite como a "mãe das mães". Mais tarde, eles se tornaram pais de Rá, também conhecido como Quenúbis-Rá.